# Mandolin
För andra betydelser, se Mandolin (olika betydelser).

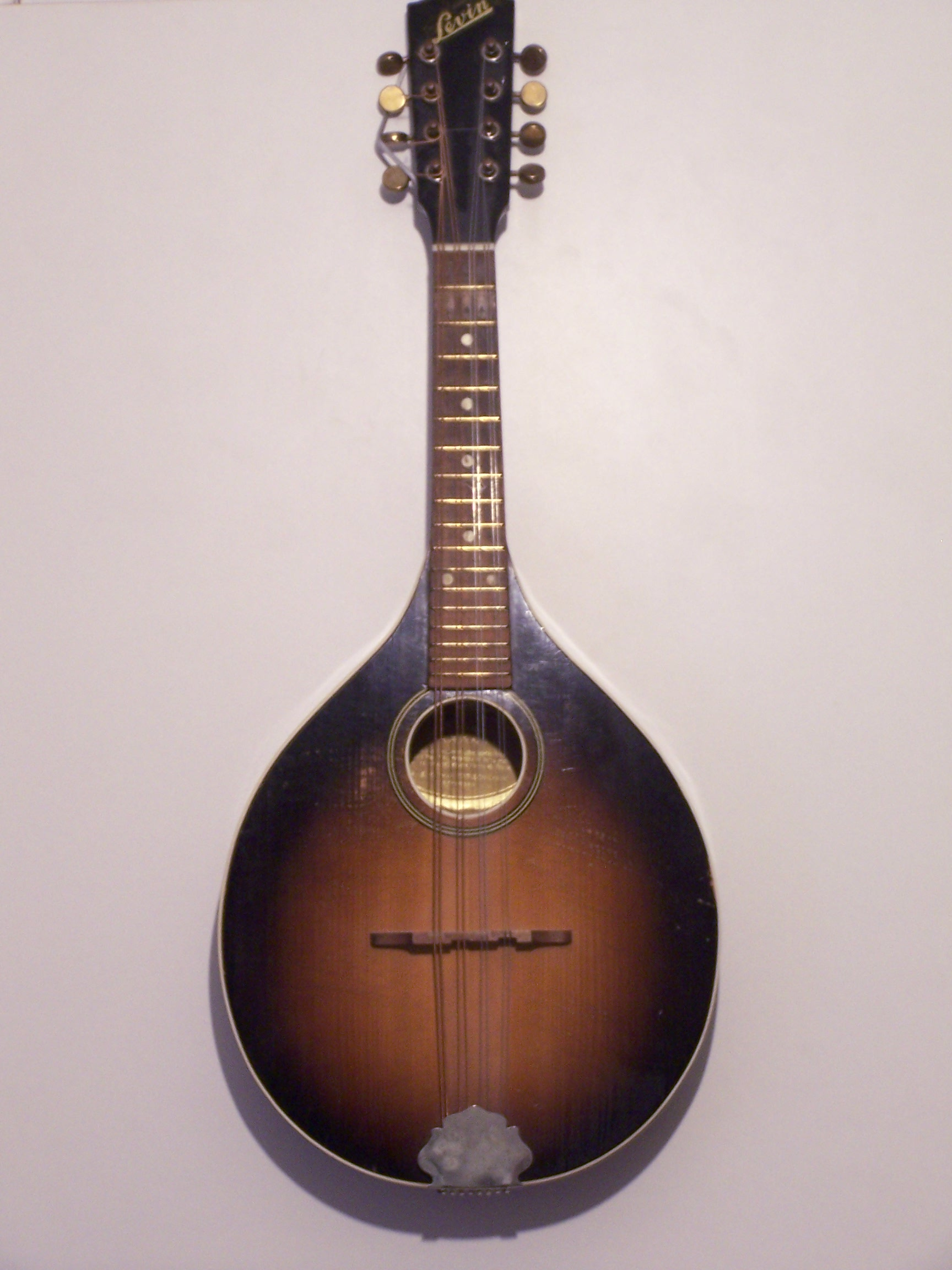
Svensktillverkad Levinmandolin

Mandolin (italienska: mandolino, diminutivform av mandola) är ett knäppinstrument som tillhör överfamiljen lutor. Strängarna hos den vanliga typen, den neapolitanska mandolinen, är gd1a1e2 (lägst till högst) och är åtta stycken, stämda unisont i par. Mandolinen har likt gitarren band och spelas nästan uteslutande med plektrum. En vanligt förekommande spelteknik är tremolo, italienska för dallring (snabb upprepning av en ton eller växling mellan två toner). Mandolinen är det vanligaste i en familj instrument med orden mandolin eller mandola i namnet.

## Bakgrund

### Ursprung
Mandolinen har sitt ursprung i mandolan (mandoran). På 1600-talet utvecklades varianterna pandurina och mandolino milanese. Mandolinen utvecklades i Italien i olika varianter, var och en med namn efter sina hemstäder.

### Neapolitanska mandolinen
Den mandolin som är mest känd idag är den neapolitanska mandolinen. Den definierades på 1740-talet, med metallsträngar som stämdes som violinen. Denna "standardmandolin" är cirka 60 cm lång och är försedd med fyra dubbelsträngar av metall, stämda gd1a1e2 (lägst till högst). De spelas med plektrum och numera med den dallrande tremolo-tekniken. Resonanslådan hade ursprungligen en starkt välvd botten, men idag byggs den ofta med en sarg och flat botten ("amerikansk mandolin").

### Senare utveckling
Instrumentet har sitt ursprung i Italien, men Paris kom cirka 1750 att bli centrum för dess användning. Under 1800-talet användes mandolinen främst i Wien. Romantikens viktigaste kompositör av mandolinmusik var Raffaele Calace. Under denna epok framträdde också de första orkestrarna som enbart bestod av så kallade knäppinstrument.
Under barocken skrevs musik för instrumentet av tonsättare som Antonio Vivaldi, Domenico Scarlatti och Johann Adolf Hasse. Andra betydande kompositörer av mandolinmusik är Ludwig van Beethoven, Johann Nepomuk Hummel och Niccolò Paganini.

### Utveckling av spelstilen
Det numera välbekanta tremolot, en vid mandolinspel viktig spelteknik, omtalades först under 1700-talet. Detta skedde i en mandolinskola av Michel Corrette 1772.

## Mandolinfamiljen
Utifrån mandolinen utvecklades (med förebild i violin-familjen) under senare hälften av 1800-talet en hel familj av besläktade instrument. Där fick de större instrumenten namnen tenormandola, oktavmandola, mandocello och mandobas. Resonansbotten skiljer sig också mellan den äldre mandora/mandola/mandolin-typen med välvd botten och den nyare flatbottnade mandolin/mandola-typen som utvecklades av instrumentföretaget Gibson i början av 1900-talet.
Instrumentgränserna är dock flytande mellan de olika mandola-/mandolinvarianterna. Följande varianter/storlekar förekommer i mandolin-/mandolafamiljen, räknat från den minsta till den största:
| Namn          | Alternativa namn                                           | Mensur                  | Grundstämning | Stämningsnot              | Noter |
| ------------- | ---------------------------------------------------------- | ----------------------- | ------------- | ------------------------- | --- |
| Mandolin      | Neapolitansk mandolin                                      | (33/–)36(–41), 35–37 cm | gd1a1e2       | = violin                  | Varianter: Bluegrass- och folkmusik-mandolin                                                                 |
| Mandola       | Tenormandola, mandora                                      | 41–43(–51), 43–53 cm    | cgd1a1        | = en kvint under mandolin | Utvecklad av Gibson, tog över som mest populär mandola-variant                                               |
| Oktavmandolin | Tenormandola*, oktavmandola*, bouzouki, "klassisk mandola" | 48–56, 43–58 cm         | Gdae1         | = en oktav under mandolin | * = oegentlig benämning – vanlig i Storbritannien                                                            |
| Bouzouki      | Oktavmandolin                                              | 48–69 cm                | Gdae1         | = en oktav under mandolin | Med lång hals av gitarrlängd, irisk popularisering på 1960-talet av grekisk bouzouki                         |
| Cittern       | Cister                                                     | 48–69 cm                | Gdae1         | = en oktav under mandolin | Mandolin-liknande utveckling (1960/70-talet) av den populariserade bouzoukin. Inte att förväxlas med cittra. |
| Mandocello    |                                                            | 41–66, 58–64 cm         | CGda          | = en oktav under mandola  | Utvecklad av Gibson för dess orkestrar                                                                       |
| Mandobas      |                                                            | 105–108 cm              | EADG          | [ 4 ]                     | Fyrsträngad (= inga dubbelsträngar)                                                                          |

Alla dessa är snarlika, och stämningen kan också variera. Stämningen ner till kontrabas kallas mandolone. Varianter med fem körer (strängpar som anslås samtidigt) förekommer.

## Användning
Mandolinen har en varierande användning. Den används dels inom konsertmusik, kammarmusikensembler och som ledande eller ackompanjerande instrument inom folkmusik. Den är också vanlig som förinstrument till violin inom skolmusiken.
Mandolinen är vanligt förekommande i Italien och Kroatien, främst i olika typer av folkmusik, men flera av de stora mästarna har komponerat för instrumentet, i Norden exempelvis dansken Carl Nielsen. Det berättas att violinvirtuosen Paganinis första instrument var en mandolin, som han trakterade redan vid fem års ålder.
Mandolinen ingår ofta som ett instrument inom bluegrass.
I särskilda mandolinorkestrar ingår olika instrument inom mandolinfamiljen samt (ofta) gitarr.